# 椒叶梣
椒叶梣（学名：Fraxinus xanthoxyloides）为木犀科梣属的植物。分布在阿富汗、印度、巴基斯坦、地中海南岸、非洲北部以及中国大陆的西藏等地，生长于海拔1,000米至2,800米的地区，常生长在河谷干燥山坡岩壁上，目前尚未由人工引种栽培。

## 别名
椒叶白蜡树（西藏植物志）